# Георг Саксонский
Фридрих Август Георг Фердинанд Альберт Карл Антон Пауль Марселлус Саксонский (нем. Friedrich August Georg Ferdinand Albert Karl Anton Paul Marcellus von Sachsen; 15 января 1893, Дрезден — 14 мая 1943, Потсдам) — наследный принц королевства Саксония (1904—1923), затем католический священник и иезуит.

## Биография
Принц родился 15 января 1893 года в Дрездене, столице Саксонского королевства. Старший сын Фридриха Августа III Саксонского (1865—1932), последнего короля Саксонии (1904—1918), и его жены, эрцгерцогини Луизы Австрийской, принцессы Тосканской (1870—1947). Кроме Георга, в семье было два сына и три дочери.
После развода родителей Георга в 1902 году наследный принц Фридрих Август Саксонский принял на себя ответственность за воспитание своих детей. Фридрих Август стремился воспитать своих детей в христианском духе и католическому образе жизни. Его дети получили начальное образование у частных репетиторов в «школе принцев», созданной их отцом при саксонском дворе. Большинство преподавателей были протестантами. В 1904 году после вступления своего отца Фридриха Августа на королевский трон 11-летний Георг стал наследным принцем.
После окончания школы в 1912 году Георг прослушал курсы политических наук в течение трёх месяцев в университете Бреслау. Затем он начал изучать экономику. Во время своей учёбы в университете принц стал членом студенческого католического братства «KDSt.V. Winfridia».

### Первая мировая война
После завершения учёбы в 1912 году принц Георг Саксонский был зачислен в 1-й королевский саксонский лейб-гренадерский полк № 100. Его друг и коллега-офицер Людвиг Ренн также служил в этом полку. В то время Людвиг носил своё настоящее имя — Арнольд Фридрих Фит фон Гольсенау.
Георг Саксонский, получив чин капитана, был отправлен на фронт в начале Первой мировой войны. Он получил серьёзную травму ноги в первые месяцы войны. В 1915 году германский кайзер Вильгельм II наградил его Железным Крестом 1-го класса «в знак признания заслуг, которые он оказал в последних боях».
27 июля 1916 года принц Георг Саксонский вошёл в состав штаба группы армий под командованием генерала Макса фон Гальвица. 30 августа 1916 года принц был награждён военным орденом Святого Генриха.
30 ноября 1917 года принц Георг Саксонский был произведен в майоры и назначен командиром 5-го королевского саксонского пехотного полка «Кронпринц» № 104. Он командовал полком на Восточном и Западном фронтах. Занимал должность командира до 22 мая 1918 года.
Весной 1918 года в газетах было объявлено, что принц был помолвлен с принцессой Марией Амалией (1897—1923), старшей дочерью герцога Альбрехта Вюртембергского, наследника королевского трона Вюртемберга, и Маргариты Софии Австрийской. В том же году принц, по-видимому, принял решение стать священником. Помолвка был расторгнута. Принцесса Мария Амалия умерла незамужней в 1923 году.

### Священник-иезуит
После проигрыша Германии в Первой мировой войне в стране началась революция, которая привела к свержению монархии. Саксонский король Фридрих Август, отец Георга, отрекся от престола 13 ноября 1918 года. Это событие стало поворотным моментом в карьере принца. В 1919 году Георг Саксонский решил отказаться от своих прав на саксонский трон и стать католическим священником. Это решение кронпринца Георга было неоднозначно воспринято населением, часть которого надеялась на восстановление монархии, и вызвало серьёзную озабоченность со стороны католической церкви. Так, апостольский викарий Саксонии и Лужиц Франц Löbman и архиепископ Адольф Бертрам из Бреслау первоначально заявили, что кронпринц Георг должен продолжать носить свой титул, ощущая политическую ответственность за судьбу Саксонии. Тем не менее, Георг Саксонский стал членом Ордена францисканцев, затем перешёл в Орден иезуитов. Зимой 1919—1920 года он изучал философию в университет Тюбингена, где стал членом студенческого общества «А. В. Guestfalia Тюбинген». Затем он учился в университете Бреслау.
В зимний семестр 1920—1921 года Георг начал изучать богословие в университет Фрайбурга. Он стал членом студенческого общества KDSt.V. Hohenstaufen and Saxo-Thuringia. Он закончил студенческое обучение в 1923 году. В том же году он формально отрекся от своих прав на саксонский престол и священником-иезуитом.
15 июля 1924 года принц был рукоположен в сан священника в Тшебнице мейсенским епископом Кристианом Шрайбером. На следующий день он совершил свою первую мессу в королевском дворце в Сибилленорте. Его дядя Максимилиан (1870—1951) совершил проповедь во время этой службы. После этого принц стал известен как Отец Георг и использовал фамилию фон Саксен. После рукоположения в сан Георг работал священником в родной епархии Мейсен.
Затем Георг продолжил учёбу в иезуитском колледже «Canisianum» в Инсбруке. Осенью 1925 года он вступил в филиал Ордена иезуитов в Верхней немецкой провинции, но в 1927 году перешёл в иезуитский филиал в Восточно-немецкой провинции, в которую входила его родная Саксония. С 1928 по 1930 год он учился в иезуитском колледже в Валкенбурге (Нидерланды).
С 1933 года Георг работал пастырем в Берлине. Он создал в германской столице иезуитскую резиденцию «Канизиус-колледж» и католическую гимназию на озере Литцен. Он читал лекции по всей Германии. В своих лекциях, он поддерживал Экуменизм. Среди его друзей были духовные лидеры разных религий.

### Противник нацизма
Отец Георг фон Саксен выступал против нацизма с самого начала. Он находил невыносимым, что нацисты после прихода к власти в Германии в 1933 году сурово и безжалостно пытаются уничтожить базовые ценности, которые были важны для него лично — монархическую и династическую традицию в Саксонии и фундаментальные ценности западного христианства.
Он работал в Берлине, где он причислялся к защитнику евреев от нацистского режима и заметно отличался от своих зятьев-нацистов, принца Фридриха Гогенцоллерна и принца Франца Йозефа Гогенцоллерна-Эмдена.
Как критик режима и член саксонского королевского рода, а также как католический священник и член Ордена иезуитов, Георг фон Саксен находился под подозрением у нацистских властей из-за того, что помогал евреям покинуть страну и помогал оппозиционным политикам, скрывавшимся от режима. Он находился под особым наблюдением Гестапо. Иногда он сам вынужден был скрываться, полиция несколько раз обыскивала его дом. Он знал ряд лиц, которые позднее участвовали в заговоре 1944 года, в частности Ульриха фон Хасселя и Пауля фон Хазе. Неясно, являлся ли он на самом деле участников сопротивления.
Бывший кронпринц Георг скончался 14 мая 1943 года, по-видимому, во время купания в озере Гросс Глиникер в Берлине. На берегу озера был найден дневник Георга, где на последней странице было записано на латыни фраза Иисуса Христа из Евангелии Иоанна «Vado ad patrem», что означает «Я иду к отцу» или «я иду к моему отцу». Его тело было найдено через несколько недель после смерти. Некоторые люди, в том числе его младший брат Эрнст Генрих Саксонский, выразили сомнение, что его смерть была случайностью. Однако вскрытие показало, что он умер от перенесенного сердечного приступа.
Георг Саксонский был похоронен 16 июня 1943 года в католической придворной церкви в Дрездене. Его могила была повреждена во время бомбардировки Дрездена союзными войсками в 1945 году и пострадала во время наводнения в августе 2002 года.

## Титулы
- 15 января 1893 — 15 октября 1904 — «Его Королевское Высочество Принц Георг Саксонский, Герцог Саксонии»
- 15 октября 1904—1923 — «Его Королевское Высочество Наследный Принц Саксонский, Герцог Саксонии»
- 1923 — 14 мая 1943 — «Отец Георг Принц фон Саксен».

## Работы
- P. Georg, 15. Januar 1893—1943, Typoskript (Lebenserinnerungen)